# Övre Rönnskäret
Övre Rönnskäret är en ö i Finland.   Den ligger i den ekonomiska regionen  Vasa  och landskapet Österbotten, i den västra delen av landet, 400 km nordväst om huvudstaden Helsingfors. Arean är 0,77 kvadratkilometer.
Terrängen på Övre Rönnskäret är mycket platt. Öns högsta punkt är 10 meter över havet. Den sträcker sig 1,8 kilometer i nord-sydlig riktning, och 0,9 kilometer i öst-västlig riktning.